# Cheilolejeunea beyrichii
Cheilolejeunea beyrichii är en bladmossart som först beskrevs av Johann Bernhard Wilhelm Lindenberg, och fick sitt nu gällande namn av M.E.Reiner. Cheilolejeunea beyrichii ingår i släktet Cheilolejeunea och familjen Lejeuneaceae. Inga underarter finns listade i Catalogue of Life.